# Lethades amauronemati
Lethades amauronemati är en stekelart som först beskrevs av Hinz 1961.  Lethades amauronemati ingår i släktet Lethades och familjen brokparasitsteklar. Arten är reproducerande i Sverige. Inga underarter finns listade i Catalogue of Life.